# مریلند (فیلم ۲۰۱۵)
مریلند (انگلیسی: Maryland) فیلمی در ژانر درام است که در سال ۲۰۱۵ منتشر شد.